# Кирч, Патрик
Патрик Винтон Кирч (англ. Patrick V. (Vinton) Kirch; род. 7 июля 1950, Гонолулу) — американский археолог, специалист по первобытной истории тихоокеанских островов. Доктор философии (1975); профессор Калифорнийского университета в Беркли; член НАН США (1990) и Американского философского общества (1998). С 2019 года — преподаватель антропологии Гавайского университета.

## Биография
Окончил Пенсильванский университет (бакалавр cum laude, 1971). В Йельском университете получил степени магистра (1973) и доктора философии (1975).
С 1975 года — антрополог, с 1982 года — глава археологического подразделения, с 1984 года — исследователь, с 1997 года — заслуженный исследователь Bishop Museum в Гонолулу.
На протяжении 1979—1983 годов преподавал в Гавайиском университете.
В 1984—1988 годах — профессор кафедры антропологии Вашингтонского университета и одновременно директор Музея Берка в Сиэтле.
В 1992—1998 годах — сотрудник Музей археологии и этнологии Пибоди Гарвардского университета.
С 1989 года — профессор кафедры антропологии и куратор по археологии Phoebe A. Hearst Museum of Anthropology Калифорнийского университета в Беркли, в 1999—2002 годах также директор указанного музея, с 1998 года также адъюнкт-профессор географии университета и с 2014 года — почетный профессор в отставке.
В 2002 году — профессор Высшей школы социальных наук в Париже.
Член редколлегий Archaeology in Oceania (с 1980), World Archaeology (с 2000) и др.
Проводил экспедиции на Соломоновы Острова и Тонга, работал на Гавайских островах, в Папуа — Новой Гвинее, на Палау и Япе, Маршалловых Островах, Американском Самоа, Островах Кука, во Французской Полинезии и на острове Пасхи.
Член Американской академии искусств и наук (1992), Калифорнийской АН (1997), Лондонского общества древностей (2009). Почётный член Австралийской академии гуманитарных наук (2010). Фелло Американской ассоциации содействия развитию науки (1996).
Почётный член Prehistoric Society (1991).
Автор более 230 опубликованных статей. Мемуарист. Его соавтором выступал член НАН США Douglas Yen.
Показывает, что вопреки широко распространенной теории, ирригационные системы не требуют централизованной государственной власти для их развития, обслуживания и управления. Тэгн Ладефоджед называл его ведущим археологом Тихоокеанского региона.
Награды и отличия
- Премия Джона Карти НАН США (1997)
- J.I. Staley Prize, School of American Research (1998)
- Herbert E. Gregory Medal, Pacific Science Association (2011)
- Society for American Archaeology Book Award (2013)
- Почётный доктор университета Французской Полинезии (2016)[9]

Работы
- Pacific, including Marine Explorations in Prehistoric Hawaii (1979)
- Tikopia: The Prehistory and Ecology of a Polynesian Outlier (1982)
- The Evolution of the Polynesian Chiefdoms (1984)
- Feathered Gods and Fishhooks: An Introduction to Hawaiian Archaeology Prehistory (1985)